# Fogo (DC Comics)
Fogo (em inglês, Fire) é uma super-heroína brasileira, personagem fictícia de história em quadrinhos da editora  estadunidense DC Comics. Criada por  E. Nelson Bridwell e Ramona Fradon na década de 1970 sob o nome de Flama Verde também conhecida como Fúria Verde (em inglês, Green Fury) ou Fogo Verde
Beatriz Bonilla da Costa, também conhecida como Bea (ou Bia, na grafia em publicações no Brasil) é  uma heroína brasileira seu histórico se alterou ao longo dos anos: foi modelo, dançarina, apresentadora de TV, presidente da filial das Indústrias de Bruce Wayne (o Batman) no Brasil, agente secreta do governo federal e antigo operativo do Serviço Nacional de Informações (SNI), atual Agência Brasileira de Inteligência (ABIN). Além de já ter atuado nas equipes Guardiões Globais, Xeque-Mate, SuperAmigos e Liga da Justiça Internacional.[carece de fontes?]

## A Personagem
Bea nasceu no Amazonas, enquanto seus pais estavam de férias. Seu parto foi prematuro, e um índio executou a função de "parteiro", devido ao estranho acontecimento, o índio conferiu ao bebê a previsão de se tornar uma importante pessoa. Anos mais tarde, como integrante do órgão governamental Espiões Nacionais do Brasil, em missão para recuperar uma energia, Bia acaba causando a maior explosão piroplásmatica da história. Este acidente lhe concedeu o poder sobre o fogo e a capacidade de voar. Já como super-heroína, Beatriz conheceu outra moça com superpoderes, Gelo, capaz de controlar o frio. Fogo viu na outra heroína seu oposto, não só nos poderes mas também na personalidade pois, enquanto ela era animada e desinibida, Gelo era tímida e reservada. Depois disto, Fogo e Gelo tornam-se companheiras e passam a lutar contra o mal juntas. Mesmo atuando ao lado de Gelo, Fogo mantém sua identidade secreta como atriz e modelo.

## Biografia ficcional

### Pré-Crise

#### Superamigos
Beatriz da Costa, de codinome Fúria Verde, originalmente havia sido legada de seus poderes devido ao misticismo brasileiro e era presidente da filial brasileira das Indústrias Wayne. Ela possuía uma série de habilidades que incluía o poder de expirar grandes quantidades de fogo místico verde. Ela também podia voar, alterar a roupa à vontade e exibia uma capacidade limitada para projetar alucinações. Em sua primeira aparição, ela enfrentou e lutou contra Superman, que era controlado pelo "mestre marionete" Overlord, Sandor Fine. Em sua próxima aparição, Fúria Verde chamou os Superamigos para ajudar a derrotar o vilão Green Thumb (Fargo Keyes), e meses depois revelou sua origem secreta a eles para impedir os demônios de um inferno verde.

#### Guardiões Globais
Fúria Verde tornou-se membro dos Guardiões Globais quando o Superman, recrutado pelo Doutor Mist, pede ajuda para localizar um dos muitos artefatos antigos perseguidos por um poderoso grupo de místicos do mal.  Eles lutam contra um mago chamado El Dorado em uma cidade antiga e coberta por vegetação na selva. Os dois enfrentam "jaguares espirituais" e aparentemente perdem o artefato, uma coroa, para o mago. Costa então ajuda Superman e outros Guardiões na luta contra os feiticeiros, incluindo El Dorado, na Ilha de Páscoa. Os heróis travam uma pausa quando são instruídos como Superman tinha falsificado os artefatos com super velocidade. Isso evita o aumento do poder da entidade que os assistentes seguiram, Thaumar Dhai. Embora não tão poderoso quanto o planejado, Dhai ainda era uma ameaça. Os poderes baseados em misticismo de Fúria Verde eram essenciais para destruí-lo.

### Pós-crise
Após a Crise nas Infinitas Terras, sua história foi alterada de modo que ela seguisse um caminho de carreira incomum. Com um novo nome, Beatriz Bonilla da Costa, ela começou como uma modelo amadora nas praias do Rio, depois se tornou uma apresentadora e artista de palco antes de se encontrar servindo como agente secreto do SNI (Serviço Nacional de Informações) do governo brasileiro, atual ABIN (Agência Brasileira de Inteligência). No decorrer de uma de suas missões, Beatriz estava presa em uma explosão piroplasmática que a dotou do poder incomum de poder exalar um incêndio de oito centímetros. Ela assumiu a identidade da Fúria Verde , e logo mudou novamente para a Flama Verde. Ela se juntou à equipe internacional de super-heróis, Guardiões Globais, da qual era um membro leal, por longa data.

#### Liga da Justiça
Pouco depois de mudar seu nome para Flama Verde, o financiamento das Nações Unidas dos Guardiões foi retirado na sequência da formação da Liga da Justiça Internacional. Beatriz convenceu sua colega de equipe e melhor amiga  Dama de Gelo para se juntar a ela para candidatar-se à adesão da Liga da Justiça. Notavelmente, na sequência da renúncia de Canário Negro e do seqüestro de vários membros, a JLI sem escolha os aceitaram. Eventualmente, ela mais uma vez mudou seu nome, desta vez para Fire (Fogo) em afinidade com o encurtamento do nome de Ice maiden para simplesmente Ice (Gelo). Como resultado da "bomba de gene" detonada pelos alienígenas Dominadores, os poderes de Fogo foram dramaticamente aumentados, mas eram menos confiáveis por um tempo.
Beatriz permaneceu com a Liga da Justiça Internacional pelo restante da sua existência - na verdade, ela serviu o mandato mais longo de qualquer membro da JLI. Durante esse tempo, ela também foi treinada nas artes de batalha por Grande Barda.
Na batalha contra Apocalypse, Bea perdeu seus poderes, impondo-os aos seus limites enquanto tenta explodir Doomsday, na verdade "o fogo dela extinguiu-se". Ela permaneceu com a equipe, mas no momento em que ela voltou na Liga da Justiça da America #88, era muito tarde para ajudar a evitar a morte de sua melhor amiga, Gelo foi morta pelo Overmaster (Mestre das Trevas). Beatriz tentou lidar com essa perda, ela brevemente teve um relacionamento romântico com o ex amante de Gelo, Guy Gardner, e um mais longo com Esmaga-Átomo (Nuklon). Quando a primeira Icemaiden, Sigrid Nansen, entrou no lugar de Gelo na Liga, Fogo tornou-se amiga dela. No entanto, sua amizade foi manchada pelo comportamento irracional da Bea, e a atração romântica de Sigrid por Bea.
Quando esta Liga entrou em colapso, Beatriz voltou ao Brasil e tentou restabelecer-se como a principal proteção do país. O que aconteceu com um sucesso variado, a que culpou em parte a notoriedade do Caçador de Marte no hemisfério sul.

#### Superamiguinhos
Fogo finalmente tentou se aposentar de ser uma super-heroína e estabelecer uma carreira como uma garota de glamour na internet quando Maxwell Lord fala com ela e vários outros ex-membros da JLI para se reformarem como um de "heróis para o homem comum" chamado "Superamiguinhos". Ela se encontra então, compartilhando um apartamento com Mary Marvel e, em uma caracterização que lembra seu relacionamento com Ice, tornou-se uma "babá" relutante para uma adolescente ingênua.
Em uma aventura com os Superamiguinhos, Fogo e os outros tiveram a oportunidade de resgatar o espírito de Gelo do Inferno (ou uma dimensão similar). No entanto, como no mito grego de Orfeu e Eurídice, Fogo não consegue resistir e olha para trás, o que ocasionou no desaparecimento do espírito de Gelo. Durante o tempo da equipe no inferno o demônio, Etrigan, sugeriu que era Fogo quem estava condenada a morrer em vez de Gelo.
Mais tarde, durante seu tempo no grupo, ela encontra uma versão Gelo em um universo alternativo.

#### Crises Infinitas
Os Superamiguinhos não perceberam que Maxwell Lord também era secretamente o Rei Negro de Checkmate. Após a dissolução da equipe, Bea tornou-se agente da Checkmate também. Não foi revelado se Lord a recrutou. Independentemente disso, ela ajuda Booster Gold e Guy Gardner a encontrar a conexão entre Lord e a morte do Besouro Azul. Ela junta seus ex-companheiros da JLI contra um grupo da OMAC. Ela é gravemente ferida, mas é salva pelo sacrifício de Dimitri Pushkin, o Rocket Red.
Durante as "Crises Infinitas", criada por Alexander Luthor, Beatriz retorna às suas raízes de espionagem juntando-se a Amanda Waller, que assumiu o Xeque-Mate após a morte de Lord. Uma das primeiras missões de Fogo foi recuperar o AI, Brother Eye, que havia caído no sul da Arábia Saudita. Este plano foi frustrado por Sasha Bordeaux , também anteriormente de Checkmate.
Ela aparece mais tarde, criticando o Gladiador Dourado por sua auto-promoção sem vergonha enquanto a busca continua pelos super-heróis desaparecidos.  Ela também está à mão em um memorial para a esposa de Ralph Dibny, Sue.

#### Xeque-Mate
Quase um ano depois, após a crise, a organização de espionagem Xeque-Mate foi reformada sob a supervisão das Nações Unidas e Beatriz tornou-se o "Cavaleiro do Rei Negro".  Embora ela não tenha mais informado a Waller (que foi feita Rainha Branca), Waller chantageou Bea com provas contra seu pai e forçou Bea a realizar assassinatos secretos. Waller havia implícito anteriormente que Beatriz realmente gostava da violência e da depravação que fazia parte de seu trabalho. Foi revelado que, quando Beatriz era uma criança, ela foi treinada por seu pai para matar.
Apesar de seu passado como um soldado e filha obediente, Bea expressou remorso ao participar de uma missão de Xeque-Mate que resultou na morte de até 50 agentes do vilão Kobra, muitos dos quais foram imolados pela própria Fogo. Waller mais uma vez chantageou Fogo para encobrir um golpe em Santa Prisca. Lá, Fogo matou o coronel Computron para Waller, a fim de proteger seu pai, que, em meados da década de 1970, sob uma ditadura militar de direita, havia ordenado milhares de mortes inocentes na Operação Condor, um apoio aos EUA, um programa anticomunista sul-americano que envolveu assassinatos, tortura e desaparecimentos forçados. Ele nunca foi capturado e Beatriz sempre manteve seu segredo.
Quando o assassinato de Computron foi exposto pelo cavaleiro Tommy Jagger, Dogo foi presa. Após uma visita de seu superior, o rei negro, coronel Taleb Beni Khalid-Isr, Beatriz concordou em entregar seu pai às autoridades internacionais por crimes de guerra. Khalid a convenceu a agir como uma super-heroína que ele escolheu para o seu Cavaleiro.

#### Parceria com Gelo
Em Checkmate #16, depois de anos de angústia e tristeza pela perda de sua amiga e aliada Gelo, Fogo finalmente se reuniu com ela depois que a heroína há tempos falecida é ressuscitada milagrosamente nas páginas de Aves de Rapina.
Seu relacionamento renovado, nunca mostrado no painel, é referenciado novamente quando Gelo, aceita um encontro em Oa com seu amante, Guy Gardner, recusa a sua proposta de conviver com Oa, alegando como ela decidiu juntar sua vida, na Terra, com ajuda da própria Beatriz. Gardner afirma que o fogo está manipulando o gelo.

#### Geração Perdida
Fogo aparece como um dos personagens centrais na Liga da Justiça: Geração Perdida, uma série maxi que ocorre durante o evento mais amplo de O Dia Mais Claro. No início da série, Fogo é recrutada como parte de um enorme grupo de super-heróis encarregados de caçar o fundador da JLI e o assassino de Ted Kord, Maxwell Lord. Durante um encontro com o Max na antiga sede da Nova Liga da Justiça, Fogo é rendida inconsciente ao lado de Gelo, Gladiador Dourado e Capitão Átomo. Os ex-membros da Liga da Justiça acordaram para descobrir que Lord usou suas habilidades mentais para apagar sua existência das mentes de cada humano no planeta, exceto para os presentes na embaixada. Depois que ela tenta dizer a Mulher-Maravilha de seu assassinato à Lord, Mulher-Maravilha se recusa a acreditar nisso. Fogo descobre que Max influenciou mentalmente o mundo a acreditar que o Checkmate a demitiu por ter falhado em sua avaliação psicológica.
Depois, Fogo encontra Lord na sede da JLI. Depois de controlar a mente de Fogo e, em seguida, do Gladiador Dourado para impedir que eles o detenham, ele vai da antiga embaixada da JLI de volta ao Checkmate. Antes que eles possam descobrir o seu próximo movimento, a base é atacada pelos Comandos da Criatura. Presa enquanto sem poderes, Fogo é mostrada levando tiros várias vezes. Fogo é capaz de se curar usando as bandagens da mãe, médica, dos Comandos da Criatura, mas é incapaz de evitar que Besouro Azul seja sequestrado pelo senhor Maxwell. Enquanto a equipe lida com a aparente perda do Besouro Azul, Fogo liga com Gavril Ivanovich o atual Soviete Supremo os dois se aproximam, eventualmente compartilhando um beijo apaixonado.

### Os novos 52
Fogo aparece como parte da equipe da Liga da Justiça Internacional em "Os novos 52", uma reinicialização do universo da DC Comics. Fogo está ferida no final do arco da primeira história e é afastada pelo restante da "corrida".

## Poderes e Habilidades
A Fúria Verde original tinha poderes mágicos de respiração de fogo devido ao misticismo brasileiro. Ela poderia controlar a respiração da chama para permitir que ela voasse e pousasse como um foguete. Ela foi capaz de alterar sua roupa mística quando necessário e mudar a cor de seus olhos de verde para preto e vice-versa. Ela também foi capaz de criar e lançar ilusões com seu "poder deslumbrante" e explosões de fogo com sua chama branca-quente ou chama gelada super-fria. Sua chama verde tinha a capacidade mágica de curar e reparar seu traje depois de uma batalha. Beatriz também foi treinada por Batman no combate corpo a corpo. Devido aos acontecimentos em Crise nas Infinitas Terras, a Fúria Verde nunca teve nenhum desses poderes mágicos e teve uma nova origem revisada.
Na sua encarnação pós-crise, o único poder de Beatriz, obtido a partir da saturação por uma fonte de energia orgânica chamada Pyroplasm, foi a capacidade de inspirar um jato de chama verde de sua boca. Durante o evento Crossover Invasion, os alienígenas Dominators desencadearam uma "bomba metagene" na atmosfera superior que afetou quase todos os personagens DC com superpoderes e, após um período de doenças, Fogo encontrou seus poderes ampliados como um pós-efeito. A "nova" Fogo agora conseguia se transformar completamente em um ser de plasma verde, que podia voar e lançar explosões devastadoras. Objetos sólidos poderiam passar completamente através da sua forma sem causar ferimentos. Demorou um tempo para que Fogo conseguisse controlar seus poderes aumentados, e ela muitas vezes "inflamou-se" involuntariamente quando estressada ou irritada (e às vezes ainda faz), um evento angustiantemente comum para um personagem representado com tendência para explosões apaixonadas. Beatriz também é uma investigadora experiente e agente de espionagem e, neste último contexto, foi considerada de habilidade valiosa pela chefe da Checkmate, Amanda Waller, por sua habilidade e vontade de matar para completar missões (ao contrário de muitos de seus contemporâneos que mantêm uma política de não matar ).

## Grafia do Sobrenome
A grafia do sobrenome da personagem, originalmente era "DaCosta", devido a padrões não usados no português e mais comum em países hispânicos. Com o tempo foi alterada para: da Costa.

## Outras mídias

### Televisão
- Sua primeira aparição ocorreu em  Liga da Justiça da América, piloto para uma referida série da Liga da Justiça (filme para TV), produzido em 1997. A personagem foi interpretada pela atriz Michelle Hurd.

Fogo em Liga da Justiça sem Limites

- Fire fez várias aparições na série de animação da Liga da Justiça sem Limites. Fogo parecia ser uma novata distinta dentro da Liga, dado seu nervosismo em contrariar membros seniores. Alguns dos episódios são: "The Return", "I Am Legion", "Grudge Match" é "Run-Off".

- Fogo aparece brevemente no segundo episódio de Batman: The Brave and the Bold, sendo dublada por Grey DeLisle. Ela é vista pela primeira vez em "Terror on Dinosaur Island" ajudando Homem-Borracha e Batman a lutar contra Cavalheiro Fantasma. Sua aparência tem semelhança com o design original da personagem Green Fury: ela usa uma máscara, e embora sua piroquinese seja dirigida através de suas mãos e não de sua boca, ela não é mostrada com seu corpo completamente flamejante.[33] Na segunda temporada da série, ela também aparece em um cameo não-falante no episódio "Sidekicks Assemble!", a bordo da Torre de Vigilância da Liga da Justiça. Além disso, Fogo aparece brevemente entre os heróis possuídos pela Starro, no prólogo final curto apontando para o episódio de duas partes "The Siege of Starro", contido no episódio "The Power of Shazam!". Fogo retorna em "Darkseid Descending!" e "Time Out for Vengeance", como membro da Liga da Justiça International. Ela ostenta uma fantasia atualizada sem máscara, e também demonstra a habilidade de se transformar em sua forma de fogo viva. Na temporada final da série, ela aparece em "Shadow of the Bat!" ao lado dos membros da JLI Besouro Azul, Caçador de Marte, Aquaman, Gladiador Dourado e Ice, lutando contra um Batman vampírico a bordo da Sentinela. Em um desvio inverso dos quadrinhos, Gladiador Dourado flerta com Gelo, enquanto Guy Gardner inicialmente flerta com Fogo. Uma versão alternativa de Fogo aparece em "Deep Cover for Batman" como membro do Sindicato Injusto. Esta versão Bea aparece com um traje laranja e preto com cabelo loiro, e disparar chamas de sua boca.

- Fogo aparece no episódio 46 de Mad. Ela se junta aos outros super-heróis em um número musical que pede a Superman, Batman e Mulher Maravilha sobre serem chamados de "Super Amigos".

- Na série de televisão The Flash, no episódio da temporada 1, "Power Outage", o alter ego de Fogo, Bea da Costa, é mencionado como uma das pessoas que aparentemente morreu como resultado do acidente do acelerador de partículas que deu poderes ao Flash.

- Fogo aparece em Powerless (2017), como "Green Fury", sendo interpretada por Natalie Morales.[34]

### Vídeo Games
Fogo aparece no universo online da DC, sendo dublada por Shawn Sides .

### Série da Web
Fogo aparece em DC Super Hero Girls. Ela é vista como uma das estudantes de fundo do Super Hero High.